# Транг
Транг е една от 76-те провинции на Тайланд. Столицата ѝ е едноименния град Транг. Населението на провинцията е 595 110 жители (2000 г. – 40-а по население), а площта 4917,5 кв. км (44-та по площ). Намира се в часова зона UTC+7. Разделена е на 10 района, които са разделени на 87 общини и 697 села.
1. ↑  stat.dopa.go.th